# Göle
Göle (georgisch კოლა K'ola, armenisch Մերդենեկ Merdenik, griechisch Μερτενέκ Mertenék, bis 1928 auch offiziell Merdenik) ist eine Stadt und ein Landkreis der Provinz Ardahan im Nordosten der Türkei. Göle erhielt 1926 den Status einer Belediye. Dies ist auch am Stadtsiegel erkenntlich.
Der Landkreis liegt im Süden der Provinz und grenzt an die Provinzen Erzurum, Kars und Artvin. Er besteht aus 49 Dörfern (Köy), von denen 19 Dörfer mehr Einwohner als der Kreisdurchschnitt (311) haben. Senemoğlu, das größte Dorf der Provinz ist hier zu finden (986 Einw.). Neben der Kreisstadt (mit rund 25 % der Kreisbevölkerung) ist mit Köprülü eine weitere Kleinstadt (Belde/Belediye) vorhanden (1997 Einw.). Die Bevölkerungsdichte des Kreises liegt mit 17,8 unterhalb des Kreisdurchschnitts (18,7 Einw. je km²).
Der Name des Ortes Göle ging auf das dortige Tal über, das Teil eines weitläufigen Sumpfgebietes in einer Senke nördlich der Stadt ist. Der Botaniker Karl Heinrich Koch berichtete über die Sümpfe von Göle und die westlich gelegene Kathedrale von Bana, die er auf einer Expedition 1843 besuchte. Zwischen 1878 und 1917 war der heutige Ort Göle Teil der russischen Oblast Kars und von Pontosgriechen besiedelt. Danach war Göle/Merdenik bis 1920 Teil der Demokratischen Republik Armenien, bevor es im Türkisch-Armenischen Krieg von der Türkei annektiert wurde.
Göle ist heute Sitz einer großen Garnison.

## Persönlichkeiten
- Deniz Demir (* 1985), Politiker
- Özlem Alıcı (* 1990), Leichtathletin